# Кременецькі природні ліси
Пралісова пам’ятка природи місцевого значення «Кременецькі природні ліси» утворена рішенням Волинської обласної ради від 11.02.2021 № 4/15 «Про збереження та розвиток природно-заповідного фонду області» з метою збереження ділянки природного лісу, що відповідає критеріям природних лісів, наближених до пралісів, ідентифікованої в урочищі «Кремениця» Маневицького лісового господарства.
Пам’ятка природи загальною площею 13,6 га знаходиться у межах Карасинського лісництва Маневицького лісового господарства (квартал 2 виділ 8).
Ліси розташовані на болотистій місцевості, мають вік 75-140 років і більше, утворюють унікальний природний ландшафт і середовище існування рослинного та тваринного світу Волині. Деревостан природного походження, без видимих слідів антропогенного впливу внаслідок того, що поверхня затоплена протягом вегетаційного періоду.
Територія Пралісової пам’ятки природи входить до складу природно-заповідного фонду України, охороняється як національне надбання, щодо якого встановлюється особливий режим охорони, відтворення й використання. Характеризується високою природоохоронною та науковою цінністю. Вся її площа вкрита особливо цінними сосновими природними лісами, розташованими на болотистій місцевості, що мають вік 75-140 років і більше, утворюють унікальний природний ландшафт і середовище існування рослинного та тваринного світу.
Ділянка лісу, оголошена Пралісовою пам’яткою природи цінна не тільки збереженою природною віковою і просторовою структурою, але й тим, що вона є джерелом для відтворення внутрішньовидової різноманітності лісів Прип’ятського Полісся, забезпечення їх високої продуктивності, біологічної стійкості та якості, оскільки є унікальною за походженням і генетичною мінливістю.
Відповідно до Закону України «Про природно-заповідний фонд України», на території Пралісової пам’ятки природи забороняються всі види рубок, у тому числі санітарні, рубки формування і оздоровлення лісів та видалення захаращеності (крім догляду за лінійними об’єктами та вирубування окремих дерев під час гасіння пожежі), будівництво споруд, прокладання шляхів, лінійних та інших об’єктів транспорту і зв’язку, випасання худоби, промислова заготівля недеревинних лісових продуктів, а також будь-яка діяльність, яка негативно впливає або може негативно впливати на стан природних комплексів та об’єктів чи перешкоджає їх використанню за цільовим призначенням.